# Plagiozopelma flavidum
Plagiozopelma flavidum är en tvåvingeart som beskrevs av Zhu, Yang och Hayashi 2007. Plagiozopelma flavidum ingår i släktet Plagiozopelma och familjen styltflugor. Inga underarter finns listade i Catalogue of Life.